# Eparchie Parma
Die Eparchie Parma (lat.: Eparchia Parmensis Ruthenorum) ist eine in den Vereinigten Staaten gelegene Eparchie der ruthenischen griechisch-katholischen Kirche mit Sitz in Parma, Ohio. Sie ist eine Suffragandiözese der Erzeparchie Pittsburgh.
Die Eparchie wurde am 21. Februar 1969 durch Ausgliederung des Westens und Mittleren Westens der USA aus der Eparchie Pittsburgh gegründet. 1981 wurden die am weitesten westlich gelegenen Gebiete zur Errichtung der Eparchie Van Nuys (seit 2009 Phoenix) abgetreten.
Das Gebiet der Eparchie Parma umfasst die Bundesstaaten Ohio, Michigan, Indiana, Illinois, Minnesota, Missouri und Kansas. Theoretisch gehören auch Wisconsin, Iowa, Nebraska, North Dakota und South Dakota dazu, dort bestehen aber keine ruthenischen Gemeinden.

## Bischöfe der Eparchie Parma
- Emil John Mihalik (1969–1984)
- Andrew Pataki (1984–1995)
- Basil Myron Schott OFM (1996–2002)
- John Michael Kudrick (2002–2016)
- Milan Lach SJ (2018–2023, dann Weihbischof in Bratislava)
- Robert Mark Pipta (seit 2023)

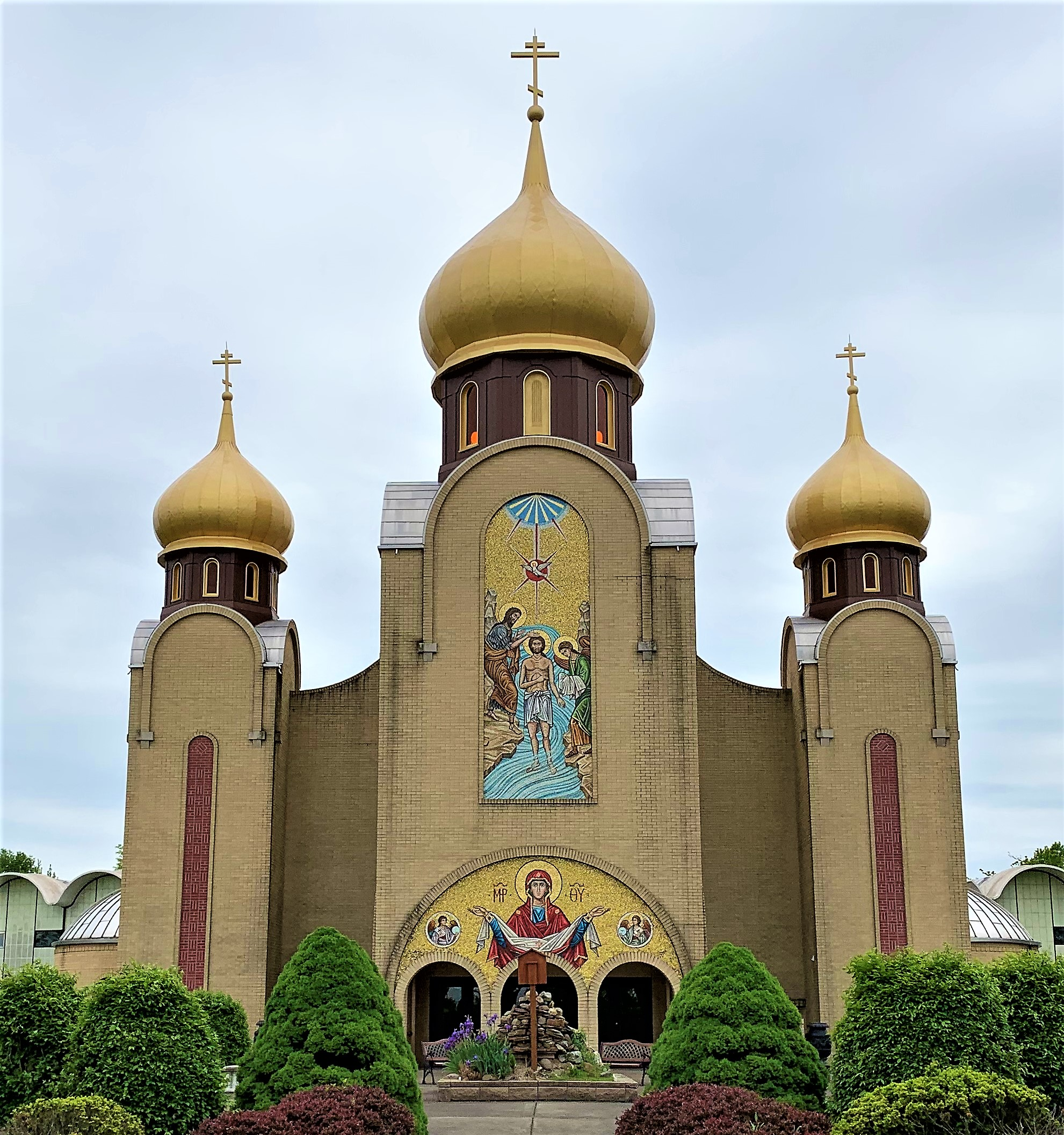
Kathedrale St. John the Baptist in Parma
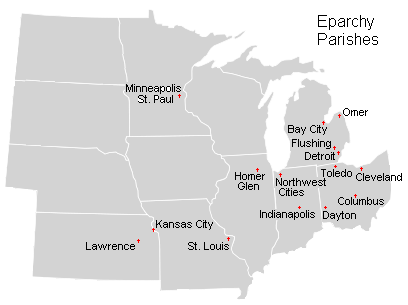
Pfarrgemeinden der Eparchie Parma